# Humpy Koneru
Humpy Koneru (* 31. března 1987, Gudivada u Vidžajavady, Ándhrapradéš) je indická šachová velmistryně. V roce 2019 vyhrála ženské šachové mistrovství světa v rapid šachu.